# Immortality, Inc.
Nemurirea la îndemână  (Immortality, Inc.) este un roman științifico-fantastic din 1959 scris de autorul american Robert Sheckley. Prezintă un proces fictiv prin care conștiința umană  poate fi transferată în creierul unui cadavru. 
Forma serializată a romanului (publicată sub titlul Time Killer în revista Galaxy Science Fiction) a fost nominalizată la Premiul Hugo pentru cel mai bun roman.
Povestea a fost adaptată liber în filmul din 1992 Freejack. O scenă faimoasă din roman care implică un personaj pierdut într-un viitor New York  a fost dramatizată în episodul pilot al serialului Futurama.
În limba română a apărut ca Immortality, Inc. la Editura Aldo Press în 1993, cu o traducere de Rodica Adriana Candea (ISBN 973-9085-21-0).